# Sylacauga (Alabama)
Sylacauga es una ciudad ubicada en el condado de Talladega en el estado estadounidense de Alabama. En el año 2000 tenía una población de 12 616 habitantes y una densidad poblacional de 261,2 personas por km².

## Demografía
En el 2000 la renta per cápita promedia del hogar era de $29,533, y el ingreso promedio para una familia era de $40,275. El ingreso per cápita para la localidad era de $16,209. Los hombres tenían un ingreso per cápita de $32,092 contra $21,990 para las mujeres.

## Geografía
Sylacauga se encuentra ubicada en las coordenadas 33°10′42″N 86°15′4″O / 33.17833, -86.25111. Según la Oficina del Censo, la localidad tiene un área total de 48,3 km² (18,6 mi²), de la cual 48 km² (18,5 mi²) es tierra y 0,3 km² (0,1 mi²) (0%) es agua.

## Personajes célebres
Gerald Wallace (1982 - ) Jugador de los New Jersey Nets y seleccionado para el All-Star Game 2010